# Carlos Calvo
Carlos Calvo (26 de fevereiro de 1824, Montevideu — 2 de maio de 1906, Paris) foi um jurista, diplomata e historiador que se educou e atuou na vida pública da Argentina. 

## Biografia
Nasceu em Montevideu no Uruguai mas foi cedo levado para Buenos Aires onde estudaria Direito e se especializaria em Direito internacional.
Como diplomata, Carlos Calvo representou durante muito tempo o Paraguai e Argentina na Alemanha, Bélgica, França, Grã-Bretanha, Rússia e Áustria.

## Publicações
Na França, em 1863 publicou sua obra mais importante, Derecho internacional teórico y práctico de Europa y América, em dois volumes e pouco antes de uma versão francesa. Nela expõe o princípio que logo se conheceria como "Doutrina Calvo". O livro foi muito bem acolhido pelos especialistas, e em 1887 a primeira edição em francês se ampliou para 6 volumes. 
Entre 1862 e 1869 publicou em castelhano e francês quinze volumes sobre protocolo e diplomacia de países sulamericanos, e entre 1864 e 1875 os seus Annales historiques de la révolution de l'Amérique latine, em 5 volumes. Em 1885 foi destinado a Berlim, onde publicou Dictionnaire du droit international publique et privat.